# 2249 Yamamoto
2249 Yamamoto è un asteroide della fascia principale del diametro medio di circa 44,71 km. Scoperto nel 1942, presenta un'orbita caratterizzata da un semiasse maggiore pari a 3,1866288 UA e da un'eccentricità di 0,0883541, inclinata di 4,09228° rispetto all'eclittica.